# Турова, Екатерина Ивановна
Екатери́на Ива́новна Ту́рова (?—?) — российская художница.

## Биография

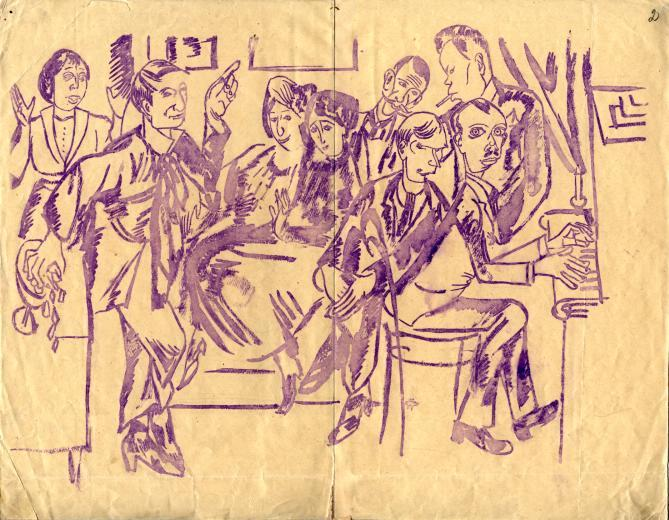
Михаил Ле-Дантю. Сотрудники и читатели журнала «Бескровное убийство» (1915). В числе изображённых: Роза Левинсонд (читатель), Николай Лапшин, Михаил Ле-Дантю, Екатерина Турова, Янко Лаврин

Дата и место рождения Екатерины Туровой неизвестны.
Училась в художественной школе Михаила Бернштейна, позднее вышла за него замуж. Входила в группы «Бескровное убийство», «Свобода искусству», «Искусство. Революция», «Левый блок». Сотрудничала с артелью художников «Сегодня».
Художница занималась книжной и журнальной иллюстрацией. Обложкой, рисунками и клише работы Е. Туровой была оформлена книга Сергея Есенина «Исус Младенец».
Дата и место смерти Екатерины Туровой неизвестны. Неизвестно также, сохранились ли какие-либо её фотографии.